# Ծ
Ծ, ծ (ca) – czternasta litera alfabetu ormiańskiego. Jest wykorzystywana do oddania dźwięku [ts] (w języku wschodnioormiańskim) lub [dz] (w języku zachodnioormiańskim). Została stworzona przez Mesropa Masztoca, podobnie jak pozostałe litery alfabetu ormiańskiego (oprócz օ, ֆ i և).
Litera Ծ jest transkrybowana z języka wschodnioormiańskiego na język polski jako C.
W ormiańskim systemie zapisywania liczb literze Ծ jest przypisana liczba 50.

## Kodowanie
| Znak                   | Ծ                          | Ծ                          | ծ                        | ծ                        |
| ---------------------- | -------------------------- | -------------------------- | ------------------------ | ------------------------ |
| Nazwa w Unikodzie      | Armenian Capital Letter Ca | Armenian Capital Letter Ca | Armenian Small Letter Ca | Armenian Small Letter Ca |
| Kodowanie              | dziesiątkowo               | szesnastkowo               | dziesiątkowo             | szesnastkowo             |
| Unicode                | 1342                       | U+053E                     | 1390                     | U+056E                   |
| UTF-8                  | 212 190                    | d4 be                      | 213 174                  | d5 ae                    |
| Odwołania znakowe SGML | &#1342;                    | &#x053E;                   | &#1390;                  | &#x056E;                 |